# Tatra 138
[rozpor]
Tatra 138 je československý těžký nákladní automobil s nosností 12 tun, vyráběný v letech 1959 až 1971. Kromě standardního třínápravového provedení se znakem 6×6 vznikaly i dvounápravové vozy 4×4.

## Vývoj
O nástupci modelu Tatry 111 se rozhodlo už v roce 1952, kdy bylo centrálně naplánováno, že terénní sedmi až desetitunové nákladní automobily se budou vyrábět v Tatře Kopřivnice.
V roce 1956 se na „II. výstavě československého strojírenství v Brně“ objevily 2 nové typy nákladních automobilů s označením T 137 (4×4) a T 138 (6×6). Oba vozy měly 70 % dílů společných: motor, spojku, převodovku, podvozek konstrukce podle koncepce Tatra, kabinu a mnohé další. V novém voze se objevily též nové prvky ulehčující řidiči ovládání vozu: hydraulický posilovač řízení, vzduchový tlakový posilovač spojky a elektropneumatické řazení. Oba typy respektovaly nejmodernější vývojové trendy ve vývoji nákladních automobilů, ale koncepčně navazovaly na starší typy. Vůz Tatra 137 byl později vyráběn jako Tatra 138 4×4.

## Technické údaje

### Podvozek
Základ vozidel tvořil pro Tatru typický podvozek Koncepce Tatra, nesoucí přední nápravu odpruženou torzními tyčemi s nastavitelným předpětím, dále následovala hlavní a přídavná převodovka (obě v jednom bloku), mezikus, rozvodovka první zadní nápravy s mezikusem a druhá zadní náprava. Obě zadní nápravy byly odpružené podélně uloženými půleliptickými listovými péry. Pohon přední nápravy byl vypínatelný. Vozidlo mělo brodivost 800 milimetrů a mohlo k němu být připojené přívěsné vozidlo do celkové hmotnosti 15 000 kilogramů.
Zadní polonápravy 4×4 (návěsové tahače) byly odpruženy rovněž torzními tyčemi.
Původně měla řada zahrnovat i vozy s nehnanou přední nápravou, ale do sériové výroby se tato verze nedostala, stejně jako alternativní provedení motoru s dmychadlem.
Brzdy byly dvouokruhové, vzduchotlaké, působící na všechna kola. Ruční brzda byla převodová, působila na buben na konci převodovky. Vozidlo mělo (poprvé u Tatry) odlehčovací motorovou brzdu (klapku ve výfuku), zapínanou tlačítkem na přístrojové desce.

### Pohonná jednotka
Motor je umístěn nad přední nápravou kvůli lepšímu nájezdovému úhlu a větší světlé výšce. Dostal označení „T 928“, byl tradičně naftový, vzduchem chlazený, osmiválcový s uspořádáním do „V“, s úhlem mezi řadami válců 75°, s ventilovým rozvodem OHV. Motor měl jednu vačkovou hřídel společnou pro sací i výfukové ventily, jeden axiální ventilátor poháněný z rozvodu motoru. Novinkou bylo, že motor nebyl chlazen stále, ale na základě teploty motorového oleje. Olej procházel kapalinovou spojkou v zadní části motoru a termostat řídil jeho průtokem její skluz. Mazací soustava měla suchou klikovou skříň, olejovou nádrž na 23 litrů a chladič oleje s mechanickým blokováním průtoku zima/léto.
- kompresní poměr: 16,5:1
- vrtání/zdvih: 120/130 mm
- objem válců: 11 762 cm³
- výkon: 180 koní (132,5 kW) při 2000 ot./min
- maximální točivý moment: 720 Nm při 1200 ot./min

Palivová nádrž měla objem 150 litrů. Elektrická instalace byla o napětí 24 V, dva akumulátory, startér 6 koní/24 V a dynamo 24 V/500 W.

### Převodovka a spojka
Obě převodovky (hlavní i přídavná) byly kompaktní v jednom celku. U hlavní mechanické převodovky byl použit nový systém „Tatra-Synchron“ s pěti převodovými stupni vpřed a jedním vzad. Druhý až pátý převodový stupeň byl jištěn tzv. blokovanou synchronizací, která nedovolila zařadit dřív, než měly obě spojované součásti stejné otáčky. Oba stupně v přídavné převodovce se řadily elektropneumaticky pomocí předvoliče na rychlostní páce. Příslušný „půlstupeň“ se předvolil na rychlostní páce a po sešlápnutí spojkového pedálu se pneumaticky zařadil. Elektropneumaticky se ovládaly též uzávěrky diferenciálů a řazení pohonu přední nápravy.
Spojka je suchá, dvoulamelová s kapalinovým ovládáním a se vzduchovým posilovačem. Výkon motoru se přenášel pomocí kloubové hřídele od konce spojky do převodovky. Tato koncepce byla zvolena proto, aby mohla být ve vozidle rovná podlaha a v kabině mohli sedět dva závozníci a řidič. Hlavním důvodem bylo uložení kompletu motor+spojka pružně na rámu, což podstatně omezilo přenos vibrací a usnadnilo údržbu spojky (oproti pevnému letmému uchycení k převodovce a nosné rouře u T 111).

### Výkony
Vozidlo dosahovalo maximální rychlost 71,6 km/h při průměrné spotřebě 36 litrů nafty na 100 kilometrů.

## Druhy provedení
Vozy T 138 se vyráběly v řadě provedení:
- jednostranné sklápěče (T 138 S1M)
- trojstranné sklápěče (T 138 S3M)
- vojenské a civilní valníky (T 138 V, VN)
- nástavby autobagr a jeřáb
- vojenské a civilní cisterny
- vojenská speciální vozidla (T 138 P1V)
- hasičské nástavby

Tatry 138 byly také úspěšně exportovány; odběrateli byli například Bulharsko, SSSR, Polsko, Rumunsko, ale i Holandsko, Francie, Rakousko a další státy.
Speciálně karosovaná T 138 absolvovala studentskou expedici Lambaréné. Tento vůz je vystaven v původním stavu v Technickém muzeu v Kopřivnici. Celkově bylo vyrobeno 45 996 kusů Tatry T 138.

## Galerie

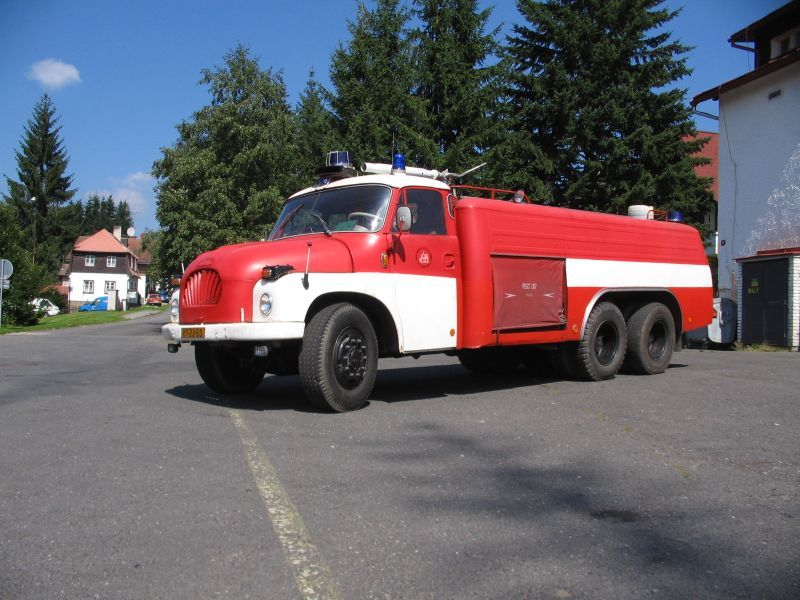
Tatra T 138 jako hasičský vůz
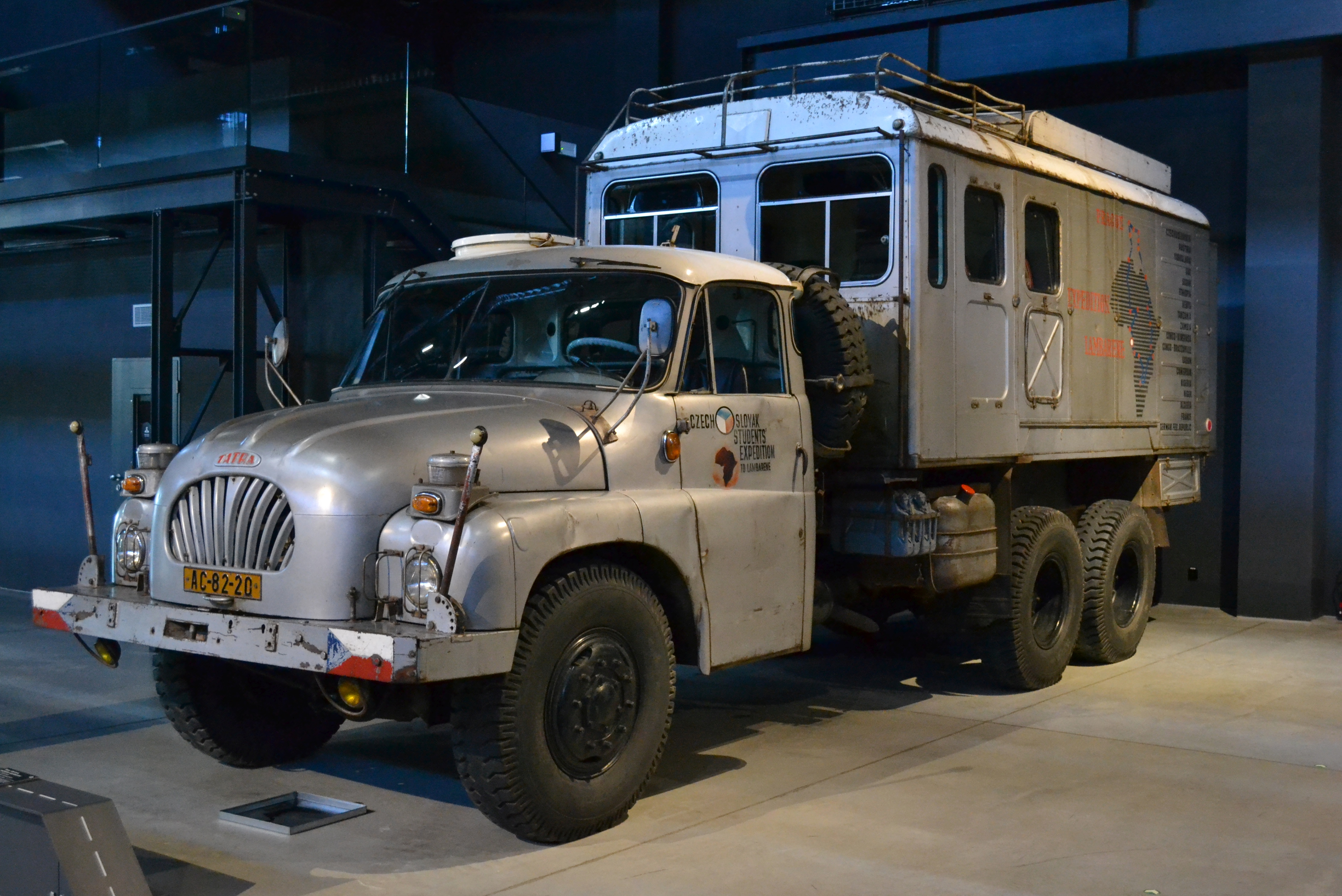
Tatra 138 expedice Lambaréné v Muzeu nákladních automobilů Tatra
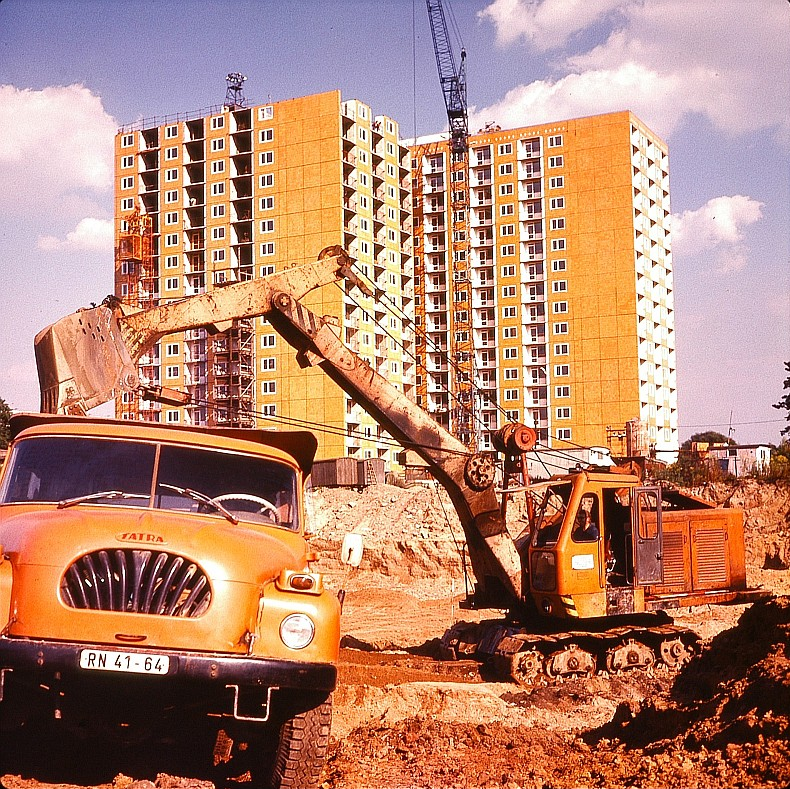
Tatra 138 při budování socialismu. Drážďany, 70. léta 20. století
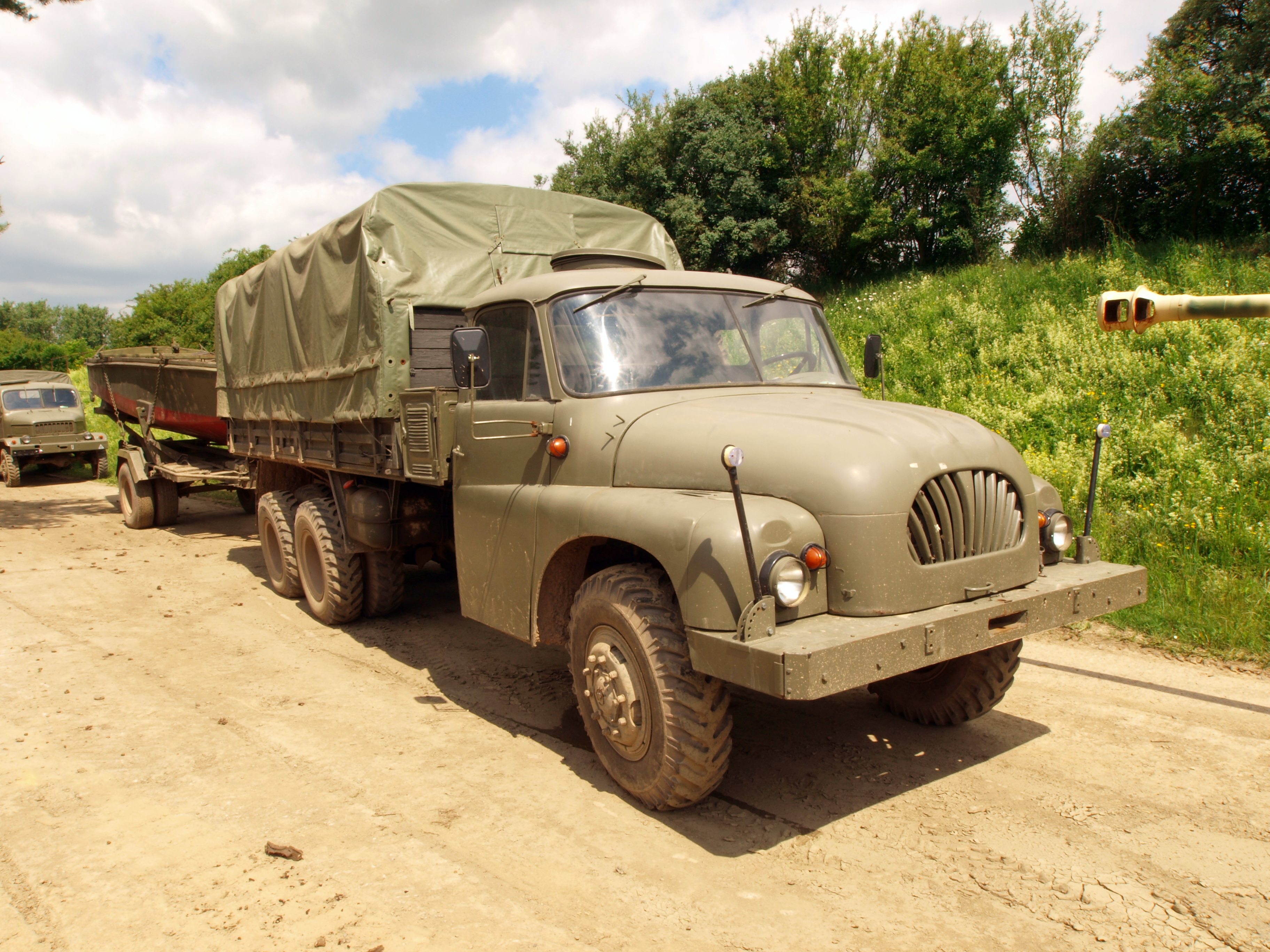
Vojenská Tatra 138 VN
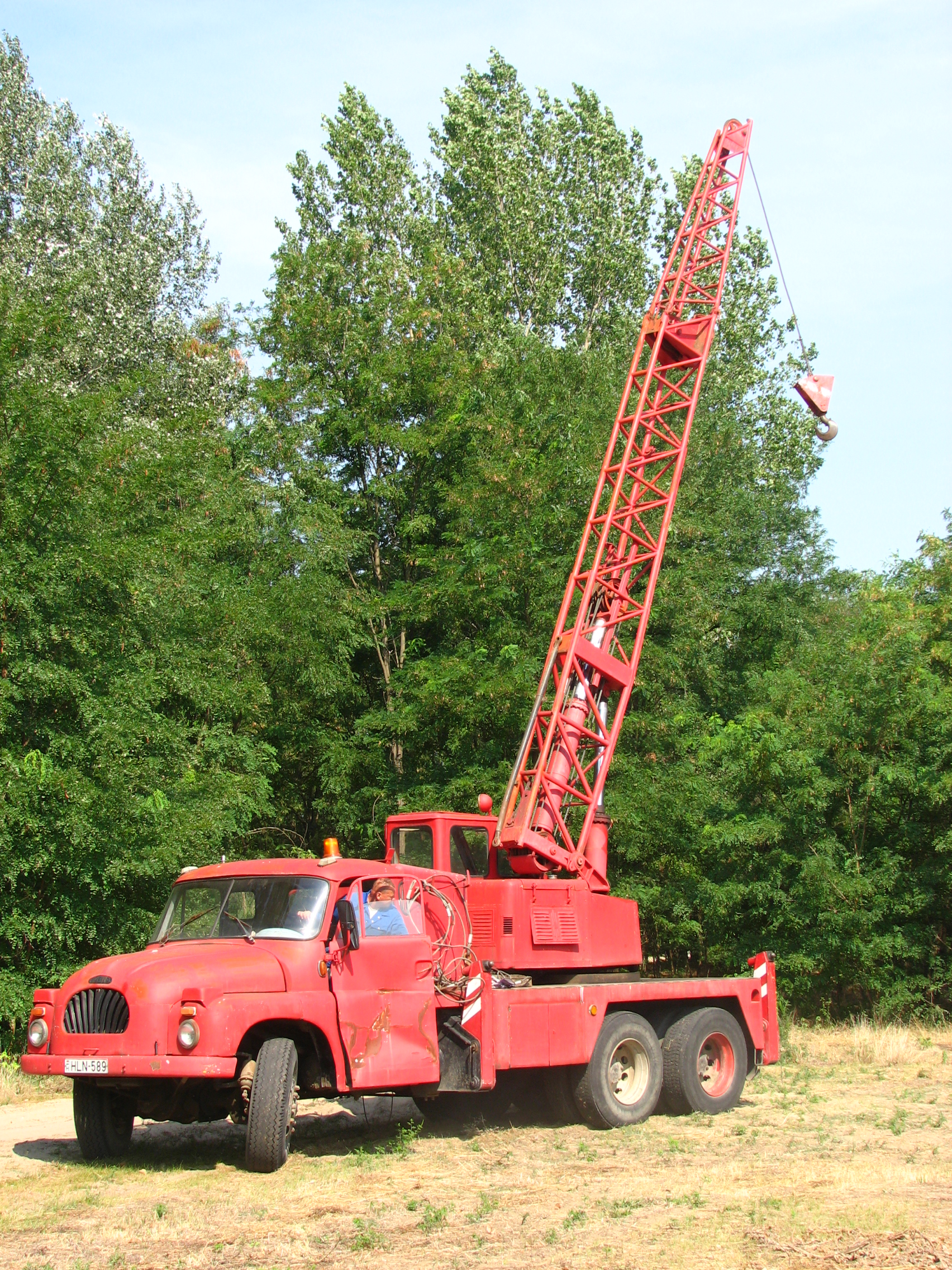
Autojeřáb
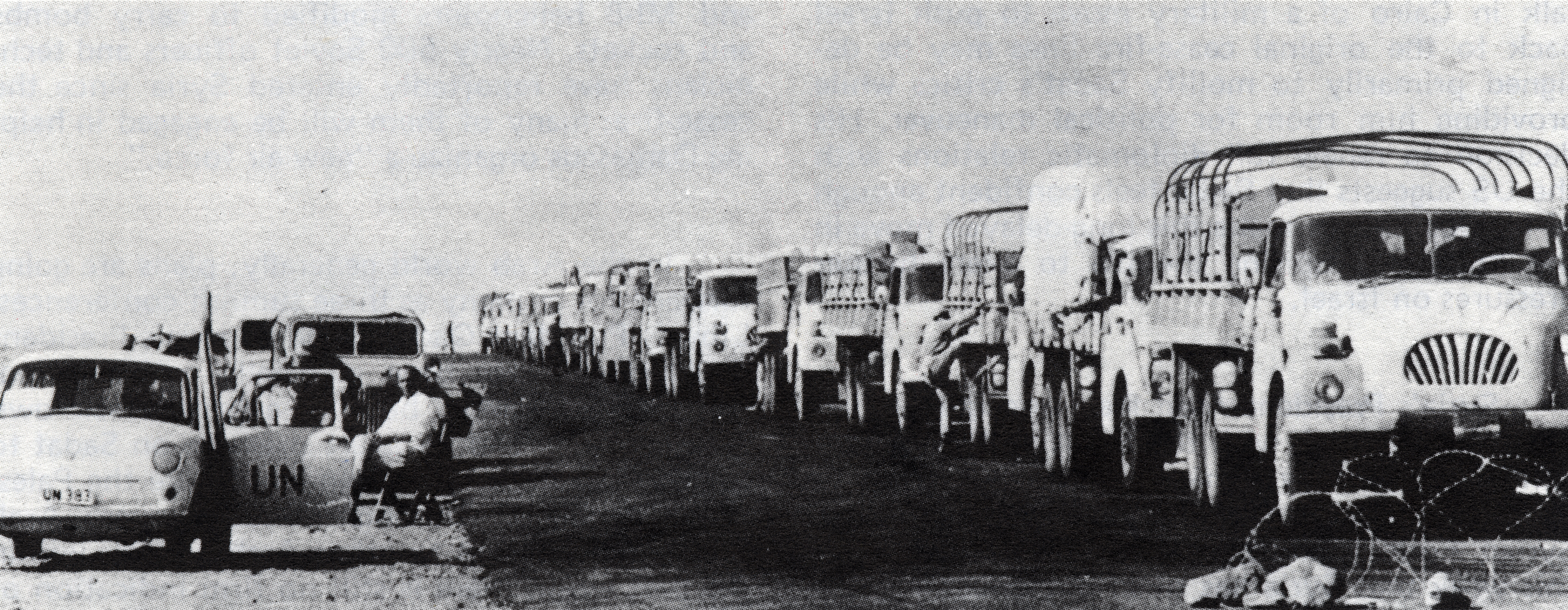
Egyptské Tatry během jomkipurské války